# 圣让德迪拉斯
圣让德迪拉斯（法語：Saint-Jean-de-Duras，法語發音：[sɛ̃ ʒɑ̃ də dyʁas]，意为“迪拉斯的圣让”）是法国洛特-加龙省的一个市镇，属于马尔芒德区。

## 地理
圣让德迪拉斯（44°41'39"N, 0°17'48"E）面积16.56 平方千米，位于法国新阿基坦大区洛特-加龍省，该省份为法国西南部内陆省份，北起多爾多涅省，西接吉倫特省和朗德省，南至热尔省，东临塔恩-加龙省和洛特省。
与圣让德迪拉斯接壤的市镇（或旧市镇、城区）包括：德罗河畔拉索沃塔、卢贝斯-贝尔纳克、帕尔达扬、圣阿斯捷、圣塞尔南、苏芒萨克。

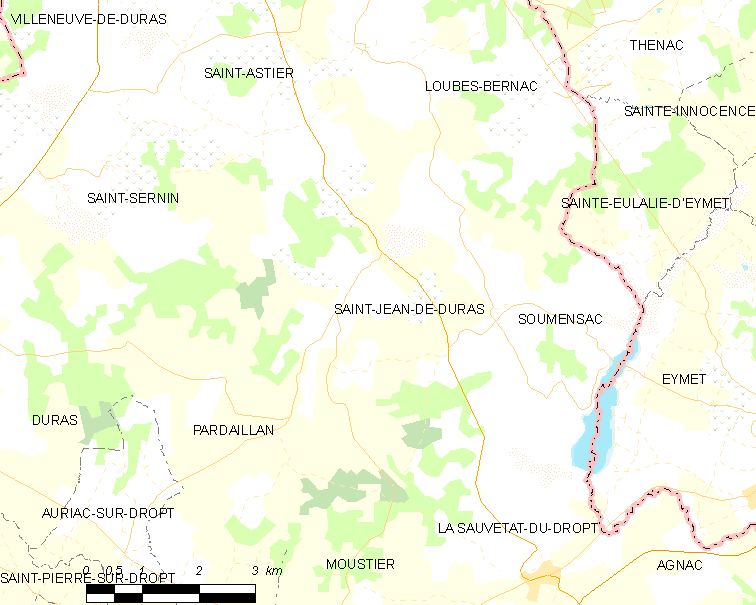
圣让德迪拉斯的OSM定位图

圣让德迪拉斯的时区为UTC+01:00、UTC+02:00（夏令时）。

## 行政
圣让德迪拉斯的邮政编码为47120，INSEE市镇编码为47247。

## 政治
圣让德迪拉斯所属的省级选区为吉耶讷山丘县。

## 人口

1962-2008年间圣让德迪拉斯人口变化图示

圣让德迪拉斯于2022年1月1日时的人口数量为255人。